# هولت مک‌کالانی
هولت مک‌کالانی (انگلیسی: Holt McCallany؛ زادهٔ ۳ سپتامبر ۱۹۶۴) یک بازیگر سینما، و هنرپیشه اهل ایالات متحده آمریکا است.
از فیلم‌ها یا برنامه‌های تلویزیونی که وی در آن نقش داشته‌است می‌توان به خشم مردانه ، جوخه گانگستر، نقطه برتری، آلفا داگ، مردان افتخار، سه پادشاه، بازنده‌ها، بلک‌هت، مصلح، گلوله به سر، جک‌ریچر ۲، ماشین‌های هیولا، سمی، ظهور و در برابر طناب اشاره کرد.